# シリウス級戦闘給糧艦
シリウス級戦闘給糧艦（シリウスきゅうせんとうきゅうりょうかん、英語: Sirius-class combat stores ship）は、アメリカ海軍が運用していた補給艦の艦級。イギリス海軍補助艦隊（RFA）が運用していたネス型給糧艦（Ness-class）を購入したものであった。

## 概要

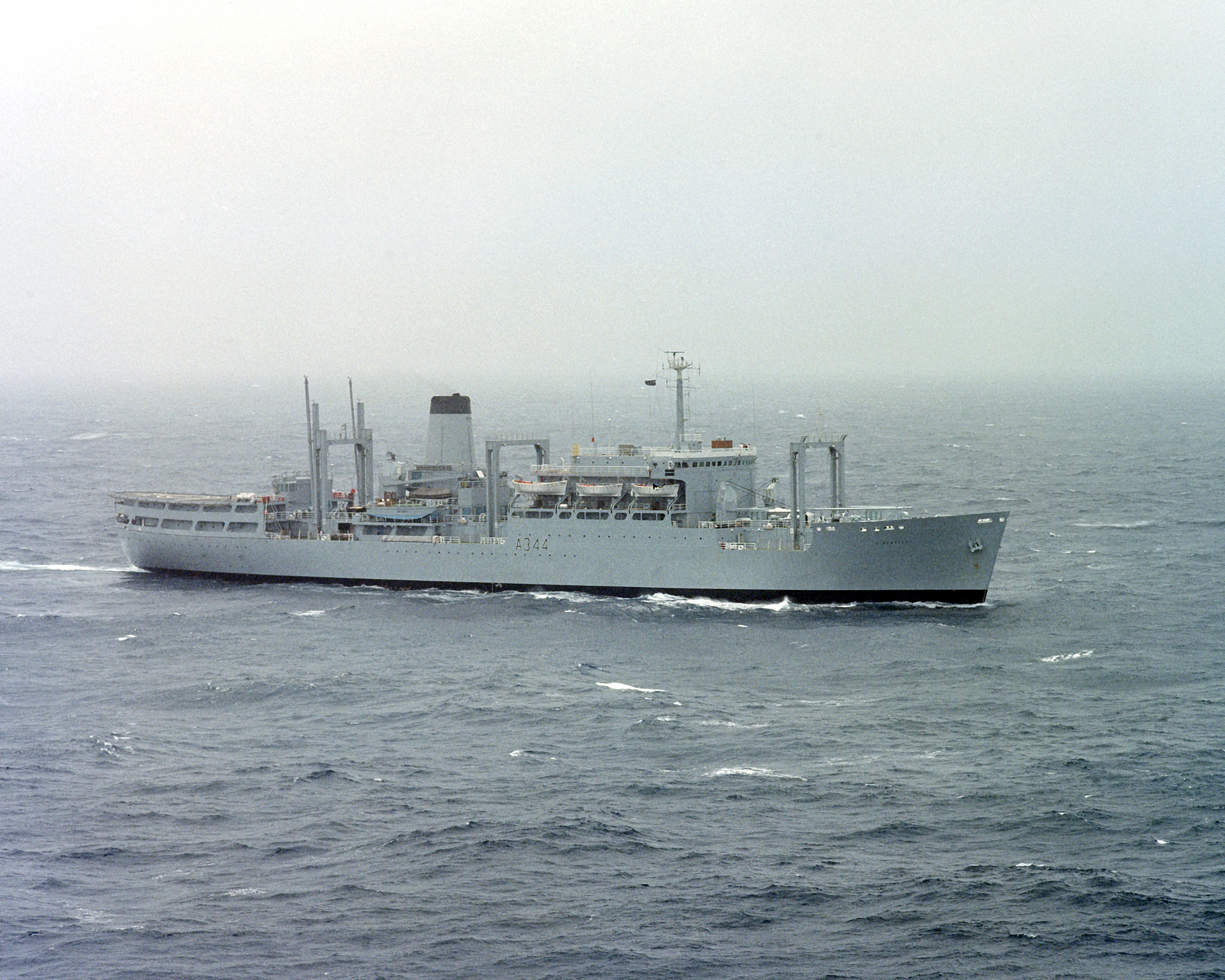
「RFAストームネス (A344)」(1982年ごろ撮影)
艦尾のヘリコプター甲板部分に格納庫が無い。

1979年にイラン革命が発生し、イランとアメリカ合衆国の関係が悪化した。アメリカはインド洋・アラビア海・ペルシア湾などに空母機動部隊を展開させる必要が生じたが、これを支えるには艦隊補給能力が不足であった。このことから、まず1981年1月17日、RFAの「ライネス」が1年間のリース契約で傭船され、続いて9月30日には「ターバットネス」が傭船された。
その後、これらの船が非常に有用であることが判明したことから、1982年3月1日と9月30日に相次いで購入契約に切り替えられたほか、1983年1月27日には、RFAに残っていた3隻目にして最後の同型船である「ストームネス」もアメリカ海軍によって買い付けられた。
4ヶ所の貨物倉を備えており、計12,234 m3の貨物を収容できる。内訳は、乾燥糧食8,313 m3、冷蔵・冷凍食品3,921 m3、予備部品40,000個である。また洋上移送装置として、STREAM対応の補給ステーション5ヶ所（右舷3ヶ所＋左舷2ヶ所）を備えている。
岸壁での貨物の揚降用として、力量25トンのクレーン1基、力量12.5トンのクレーン2基、力量12トンのクレーン1基、力量2.5トンのクレーン2基を備えている。
購入に際してヘリコプター搭載能力の追加が行われており、艦尾楼上には33.5 m×18.3 mのヘリコプター甲板と、UH-46輸送ヘリコプター2機分のハンガーが新設されている。

## 同型艦
| イギリス海軍補助艦隊 | イギリス海軍補助艦隊          | イギリス海軍補助艦隊 | イギリス海軍補助艦隊 | アメリカ海軍 | アメリカ海軍         | アメリカ海軍   | アメリカ海軍   | その後                                                 |
| #                    | 艦名                          | 起工                 | 就役                 | #            | 艦名                 | 就役           | 退役           | その後                                                 |
| -------------------- | ----------------------------- | -------------------- | -------------------- | ------------ | -------------------- | -------------- | -------------- | ------------------------------------------------------ |
| A339                 | ライネス RFA Lyness           | 1965年 7月7日        | 1966年 12月22日      | T-AFS-8      | シリウス USNS Sirius | 1981年 1月18日 | 2005年 7月1日  | 連邦海事局にて 「テキサス・クリッパーIII」として再就役 |
| A345                 | ターバットネス RFA Tarbatness | 1966年 4月15日       | 1967年 8月10日       | T-AFS-9      | スピカ USNS Spica    | 1981年 11月1日 | 2008年 1月26日 | 2009年5月9日 実艦標的として海没処分                    |
| A344                 | ストームネス RFA Stromness    | 1965年 10月5日       | 1966年 9月10日       | T-AFS-10     | サターン USNS Saturn | 1983年 1月1日  | 2009年 4月6日  | 2010年10月27日 実艦標的として海没処分                  |